# Бігові види легкої атлетики

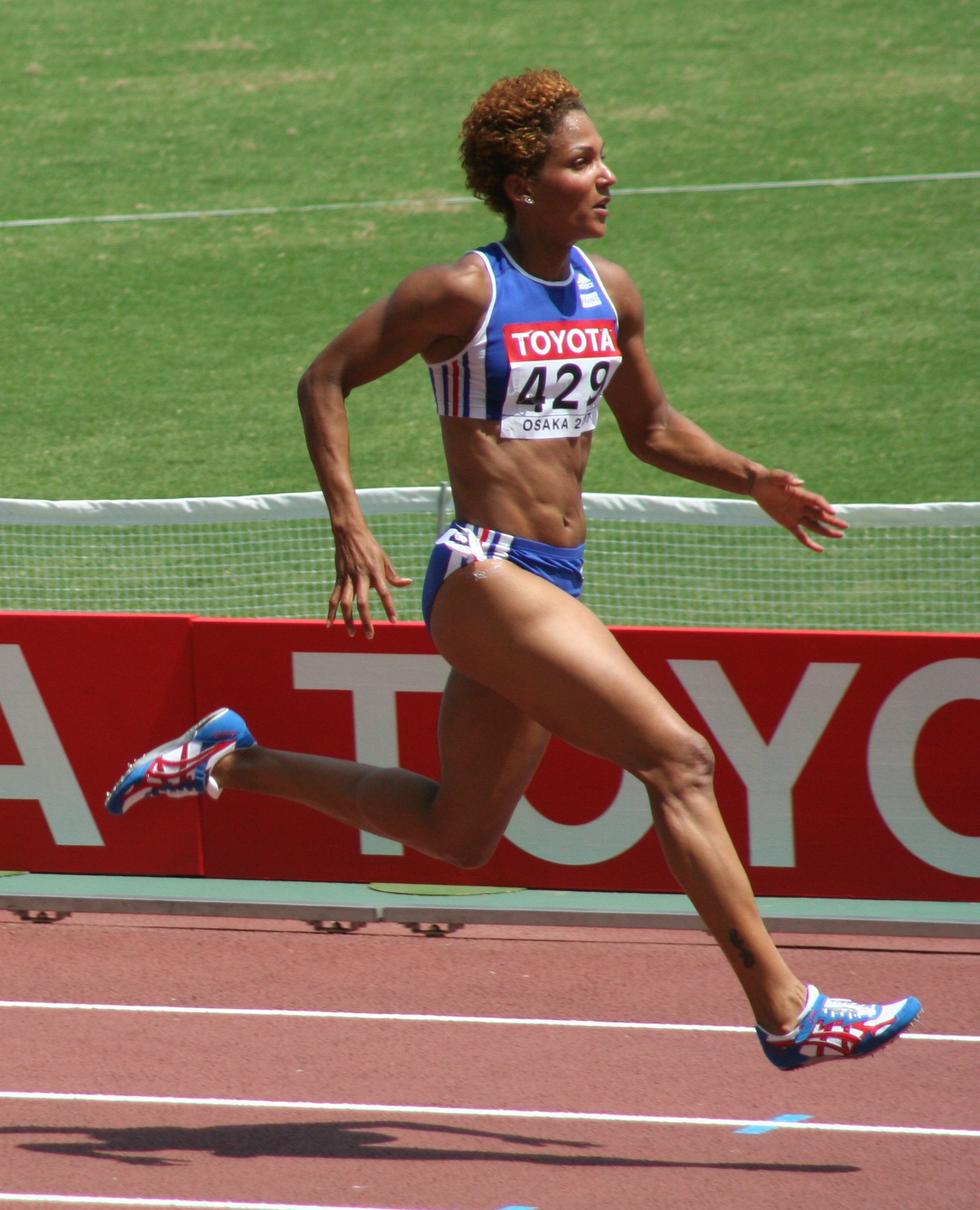
Крістін Арон на чемпіонаті світу з легкої атлетики 2007 року

Бігові види легкої атлетики об'єднують такі стадіонні дисципліни: спринт (100 м, 200 м та 400 м), біг на середні дистанції (від 800 до 3000 м, в тому числі біг на 3000 метрів з перешкодами), біг на довгі дистанції (класичні дистанції 5000 м і 10 000 м), бар'єрний біг (100 м, 400 м) і естафета (4×100 м, 4×200 м, 4×400 м, 4×800 м, 4×1500 м). Всі вони проходять на доріжці стадіону.
Змагання з бігу відомі з 776 року до нашої ери. Змагання з бігу — це один з найстаріших видів спорту, по якому було затверджено офіційні правила змагань, були включені в програму з найперших Олімпійських ігор сучасності 1896 року. Для бігунів найважливішими якостями є: здатність підтримувати високу швидкість на дистанції, витривалість (для середніх та довгих), швидкісна витривалість (для довгого спринту), реакція і тактичне мислення.

## Умови
Змагання з бігу проводяться на спеціальних легкоатлетичних стадіонах з обладнаними доріжками. На літніх стадіонах зазвичай 8-9 доріжок, на зимових — 4-6 доріжок. Ширина доріжки — 1,22 м, лінії, яка розділяє доріжки — 5 см. На доріжки наноситься спеціальна розмітка, що вказує старт і фініш всіх дистанцій, і коридори для передачі естафетної палички.
Самі змагання майже не вимагають яких-небудь особливих умов. Певне значення має покриття, з якого виготовлена бігова доріжка. Історично спочатку доріжки були земляними, шлаковими, асфальтовими. В теперішній час доріжки на стадіонах виготовлені з синтетичних матеріалів — таких, як тартан, рекортан, регупол та інших. Для крупних міжнародних стартів технічний комітет IAAF сертифікує якість покриття по кількох класах.
Як взуття спортсмени використовують спеціальні бігові кросівки — шиповки, які забезпечують хороше зчеплення з покриттям.
Змагання з бігу проводяться практично за будь-якої погоди. В спекотну погоду в бігові на довгі дистанції можуть також організовуватися пункти харчування.

## Види

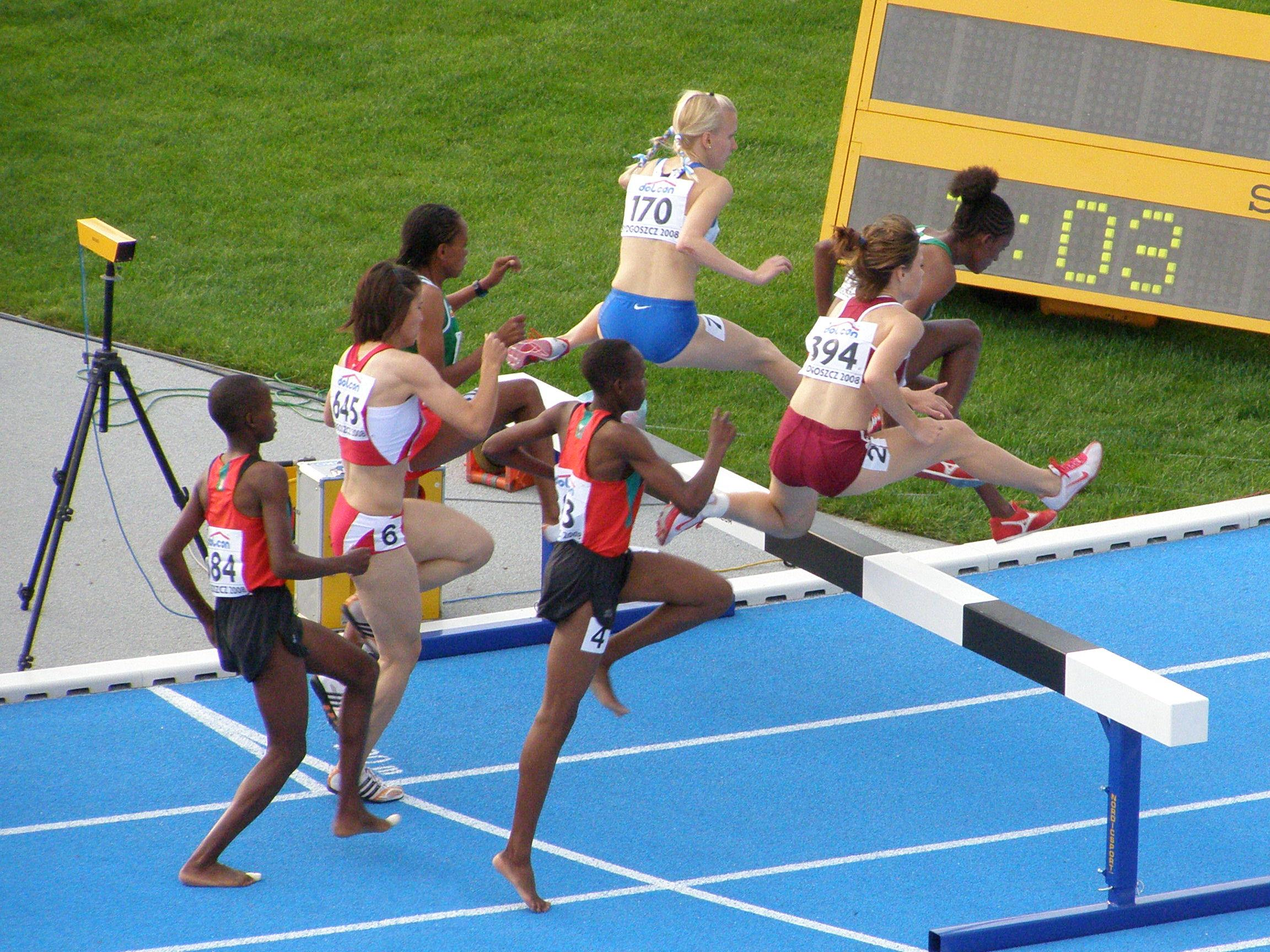
Перегони в бігу з перешкодами (стипль-чейз) серед жінок

Біг поділяється на олімпійські та інші дисципліни.
До олімпійських належить «гладкий» біг (тобто біг по доріжці стадіону з твердим покриттям)
- спринтерський — на короткі дистанції (100, 200, 400 м); 110 м (100 м у жінок) та 400 м з бар'єрами (у чоловіків); та відповідні естафети (4х100 та 4х400 м);
- біг на середні дистанції (800 та 1500 м)
- стаєрський — біг на довгі дистанції (5000 та 10000 м), «стипль-чейз» — 3000 м з перешкодами (бар'єрами та ровом з водою); та марафон (42 км 195 м).

Деяка частина легкоатлетичних змагань проводиться також взимку під дахом в скороченому варіанті (наприклад замість спринту 100 м змагаються на 60-метровій дистанції).
Також існує велика кількість неолімпійських видів змагань з бігу, з котрих проводяться численні міжнародні змагання як серед чоловіків, та і жінок, або об'єднані забіги, чемпіонати світу та Європи; ведеться залік світових рекордів — наприклад з гладкого бігу (на традиційних для англомовного світу дистанціях, що вимірюються в ярдах та милях) та з кросу.
Серед довгих дистанцій найпопулярніші напівмарафон (21,1 км), чвертьмарафон (10,5 км), існують змагання з «ультра-марафону» — біг на дистанції, що перевищують 42 км 195 м (50 км, 100 км тощо). Існують також чисельні змагання в бігу на час — біг на 1 годину, 2, 6, 12, 24 години, багатодобові пробіги тощо.

## Біг на 3000 м
Біг на 3000 м — середня дистанція легкої атлетики, в якій спортсмен пробігає 7,5 кіл по 400 м на відкритому стадіоні.
У чоловіків біг на 3000 м ніколи не був олімпійською дистанцією. На чемпіонатах світу з легкої атлетики таких змагань також не було. Іноді вона проводиться на змаганнях європейського рівня, але не так часто як біг на 5000 метрів і 3000 м з перешкодами.
У жінок ця дистанція була частиною олімпійської програми та програми чемпіонатів світу до середини 1990-х років. У 1996 році її виключили з програми Олімпійських ігор в Атланті.
Рекорд світу на дистанції 3000 метрів серед чоловіків належить кенійському спортсмену Даніелю Комену. Встановлено 1 вересня 1996 року і становить 7 хв. 20,69 с.
Рекорд світу на дистанції 3000 метрів серед жінок (8 хв. 06,11 с) належить китайській спортсменці Ван Цзюнься. Встановлено 13 вересня 1993 року.

## Біг на довгі дистанції

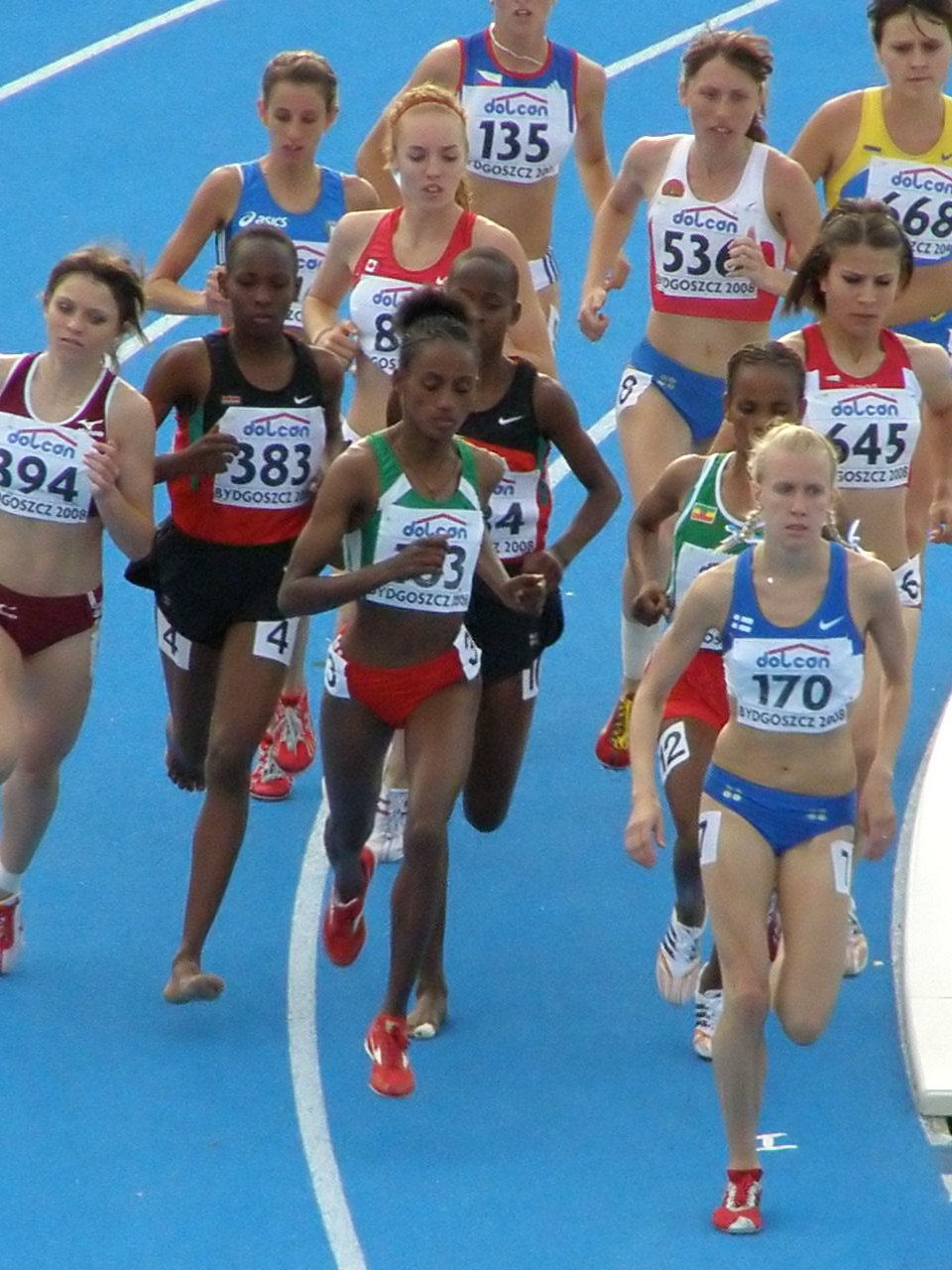
Біг на довгі дистанції у жінок

Біг на довгі дистанції — сукупність легкоатлетичних бігових дисциплін на стадіоні, що об'єднує дистанції до яких відносять 2 милі (3218 метрів), 5000 метрів, 10 000 метрів, 15 000 метрів, 20 000 метрів, 25 000 метрів, 30 000 метрів і годинний біг. Найпрестижнішими, олімпійськими, є дистанції в 5000 і 10 000 метрів.

## Біг на середні дистанції
Біг на середні дистанції — сукупність легкоатлетичних бігових дисциплін, що об'єднує дистанції, довші, ніж спринтерські, але коротше, ніж довгі. У більшості випадків до середніх дистанцій відносять 600 м, 800 м, 1000 м, 1500 м, 1 миля, 2000 м, 3000 м, 3000 м з перешкодами (стипль-чейз). Найпрестижнішими, олімпійськими, є дистанції 800 м, 1500 м і 3000 м з перешкодами.
Біг на 880 ярдів, або півмилі — предок дистанції 800 м і має свої корені в змаганнях в Сполученому Королівстві в 1830-х роках.. Біг на 1500 м — три кола по 500 м стадіону, який був звичайним явищем в континентальній Європі в 20 столітті.